# E편한세상 일광
e편한세상 일광(영어: e-Pyeonhansesang Ilgwang)은 대한민국 부산광역시 기장군 일광읍에 위치한 아파트다.